# Remus-Gletscher
Der Remus-Gletscher (in Argentinien Glaciar Remo) ist ein rund 13 km langer Gletscher an der Fallières-Küste des Grahamlands auf der Antarktischen Halbinsel. Er fließt von den nördlichen Hängen des Mount Lupa entlang der Nordwestflanke der Blackwall Mountains zur Providence Cove am Neny-Fjord.
Der untere Ausläufer des Gletschers wurde 1936 grob von Teilnehmern der British Graham Land Expedition (1934–1937) unter der Leitung des australischen Polarforschers John Rymill vermessen. Eine weitere Vermessung unternahm in den Jahren 1948 und 1949 der Falkland Islands Dependencies Survey. Benannt ist er in Verbindung mit dem nahegelegenen Romulus-Gletscher nach dem Brüderpaar Romulus und Remus aus der römischen Mythologie.